# 27 Heures
Pour plus de détails, voir Fiche technique et Distribution.
27 Heures (27 horas) est un film espagnol réalisé par Montxo Armendáriz, sorti en 1986.

## Synopsis
L'histoire de Jon, un jeune homme de 22 ans qui vit à Saint-Sébastien : son amitié avec Patxi et Maite, son angoisse du futur et son addiction aux drogues.

## Fiche technique
- Titre : 27 Heures
- Titre original : 27 horas
- Réalisation : Montxo Armendáriz
- Scénario : Montxo Armendáriz et Elías Querejeta
- Musique : Bernardo Fuster, Carlos Giménez, Ángel Illarramendi, Imanol Larzabal et Luis Mendo
- Photographie : Javier Aguirresarobe
- Montage : Juan Ignacio San Mateo
- Production : Elías Querejeta
- Société de production : Elías Querejeta Producciones Cinematográficas et Euskal Irrati Telebista
- Pays de production :  Espagne et  France
- Genre : drame
- Durée : 81 minutes
- Dates de sortie : 
  - Espagne : 23 septembre 1986
  - France : 4 septembre 1987

## Distribution
- Martxelo Rubio : Jon
- Maribel Verdú : Maite
- Jon San Sebastián : Patxi
- André Falcon : l'oncle de Jon
- Josu Balbuena : Xabi
- Michel Duperrer : le frère de Maite
- Silvia Arrese Igor : la sœur de Jon
- Antonio Banderas : Rafa
- Michel Berasategui : le père de Jon
- Esther Remiro : la mère de Jon
- Francisca Montero : Mme. Mercado

## Distinctions
Le film a été nommé au prix Goya du meilleur film.